# Eerste Divisie (Suriname)
Eerste Divisie war seit der Saison 2017/18 die Bezeichnung der bisherigen Topklasse und die höchste Spielklasse im surinamischen Fußball. Erst in der Saison 2016/17 wurde die alte Bezeichnung Hoofdklasse in Topklasse geändert. Bei der Eerste Divisie handelte es sich um eine Amateurklasse.
In der Saison 1923/24 wurde in der Hoofdklasse die erste Fußballmeisterschaft von Suriname ausgespielt, organisiert vom Surinamischen Fußballbundes (SVB).
In der Saison 2023 spielten vierzehn Mannschaften um die surinamische Fußballmeisterschaft. Der Landes- und Vizemeister sind für die CFU Club Championship qualifiziert. Mit dieser Saison endete die Eerste Divisie als höchste Klasse des SVB und wurde im Februar 2024 durch die Suriname Major League als erste Profiliga abgelöst.

## Topklasse Vereine – Saison 2016/17
Am 2. November 2016 startete die neue, auf zwölf Vereine aufgestockte, von Hoofd- in Topklasse umbenannte Saison. Sportlich qualifiziert hat sich nur der Meister der Saison 2015/16 der bisherigen Eersteklasse, SV Voorwaarts. Zwei Vereine der vorigen Hoofdklasse-Saison, der SV Excelsior sowie der SCSV Takdier Boys zogen ihre Teilnahme zurück. Die Meisterschaft wurde erneut in einem Zweirundensystem ausgetragen. Die teilnehmenden zwölf Vereine:
- Inter Moengotapoe (Moengo) Meister
- SV Leo Victor (Paramaribo) Vize-Meister
- Walking Boyz Company (Paramaribo)
- SV Robinhood (Paramaribo)
- SV Nishan 42 (Commewijne)
- SV Transvaal (Paramaribo)
- SV Botopasie (Paramaribo)
- SV Voorwaarts (Paramaribo)
- Politie Voetbal Vereniging (PVV, Polizeiverein)
- SV Jong Ramban (Lelydorp)
- SV Notch (Moengo)
- SV Nationaal Leger (SNL, Militärverein)

Die Reihenfolge ist gleichzeitig die Abschlusstabelle der Saison 2016/17. Nach 22 Spielrunden hatten die Vereine Inter Moengotapoe und SV Leo Victor beide 49 Punkte, hierdurch war ein Entscheidungsspiel zur Ermittlung des Landesmeisters erforderlich. Dieses entscheidende Spiel wurde am 17. Juni 2017 im André-Kamperveen-Stadion ausgetragen und durch Inter Moengotapoe mit 2:1 gewonnen. Beide Mannschaften sind für die Karibik-Klubmeisterschaft qualifiziert.
Torschützenkönig wurde Ivanildo Rozenblad vom SV Robinhood mit 20 Toren.

## Eerste Divisie Vereine – Saison 2017/18
Unter der erneut geänderten Bezeichnung Eerste Divisie startete am 20. Oktober 2017 die neue, auf dreizehn Vereine aufgestockte Saison.  Zwei Vereine aus der unteren, von Hoofdklasse in Tweede Divisie umbenannten Liga sind aufgestiegen, während der SV Jong Ramban seine Teilnahme zurückzog. Die teilnehmenden dreizehn Vereine:
- SV Robinhood (Paramaribo) Meister
- SV Notch (Moengo) Vize-Meister
- SV Transvaal (Paramaribo)
- Inter Moengotapoe (Moengo)
- Walking Boyz Company (Paramaribo)
- SV Leo Victor (Paramaribo)
- Politie Voetbal Vereniging (PVV, Polizeiverein)
- SV Botopasie (Paramaribo)
- SV Voorwaarts (Paramaribo)
- FC West United (Coronie)
- SV Papatam (Albina)
- SV Nishan 42 (Commewijne)
- SV Nationaal Leger (SNL, Militärverein)

Die Reihenfolge ist gleichzeitig die Abschlusstabelle der Saison 2017/18. Der Landes- und Vizemeister SV Robinhood und der SV Notch sind damit auch für die kommende Karibik-Klubmeisterschaft qualifiziert.
Torschützenkönig wurde wie in der letzten Saison Ivanildo Rozenblad vom SV Robinhood mit 22 Toren.

## Eerste Divisie Vereine – Saison 2018/19
Am 1. November 2018 begann die Saison 2018/19 des SVB um die surinamische Fußballmeisterschaft. Die höchste Liga wurde erneut auf jetzt insgesamt sechzehn Vereine aufgestockt und die Meisterschaft wird in einem Zweirundensystem ausgetragen. Die teilnehmenden sechzehn Vereine:
- Inter Moengotapoe (Moengo) Meister
- SV Robinhood (Paramaribo) Vize-Meister
- SV Leo Victor (Paramaribo)
- SV Transvaal (Paramaribo)
- Politie Voetbal Vereniging (PVV, Polizeiverein)
- Walking Boyz Company (Paramaribo)
- SV Nationaal Leger (SNL, Militärverein)
- FC West United (Coronie)
- SV Notch (Moengo)
- SV Voorwaarts (Paramaribo)
- SV Broki (Paramaribo, Abrabroki)
- SV Nishan 42 (Commewijne)
- SV Santos (Nieuw-Nickerie)
- FC ACoconut (Brokopondo)
- SV Papatam (Albina) Absteiger
- SV Botopasie (Paramaribo) Absteiger

Die Reihenfolge ist gleichzeitig die Abschlusstabelle der Saison 2018/19. Der Landes- und Vizemeister Inter Moengotapoe und der SV Robinhood sind damit auch für die kommende Karibik-Klubmeisterschaft qualifiziert.
Der SV Papatam und SV Botopasie sind in die Tweede Divisie abgestiegen.
Torschützenkönig wurde Renzo Akrosie vom SNL mit 33 Toren.

## Eerste Divisie Vereine – Saison 2019/20
Der ursprüngliche Plan des Surinamischen Fußballbundes (SVB) um in der Saison 2019/20 mit einer Profiliga zu beginnen konnte nicht umgesetzt werden. Hierdurch verzögerte sich der Start um die Landesmeisterschaft, die am 6. Dezember 2019 mit folgenden vierzehn teilnehmenden Vereinen begann:
- Inter Moengotapoe (Moengo)
- SV Robinhood (Paramaribo)
- SV Leo Victor (Paramaribo)
- SV Transvaal (Paramaribo)
- Politie Voetbal Vereniging (PVV, Polizeiverein)
- SV Nationaal Leger (SNL, Militärverein)
- FC West United (Coronie)
- SV Notch (Moengo)
- SV Voorwaarts (Paramaribo)
- SV Broki (Paramaribo, Abrabroki)
- SV Nishan 42 (Commewijne)
- SV Santos (Nieuw-Nickerie)
- FC ACoconut (Brokopondo)
- SCV Bintang Lahir (Commewijne)

Die Meisterschaft wurde im März 2020 wegen der Covid-19-Pandemie abgebrochen.

## Eerste Divisie Vereine – Saison 2022
Nachdem der SVB im März 2020 alle Wettbewerbe aufgrund des Ausbruchs von Covid-19 eingestellt hatte, startete am 25. Februar 2022 wieder eine Meisterschaftsrunde in der Eerste Divisie. Die Landesmeisterschaft 2022 wurde in zwei Runden ausgetragen. Die Spiele fanden alle im Franklin-Essed-Stadion in Paramaribo statt und die teilnehmenden Mannschaften waren:
- SV Robinhood (Paramaribo)
- Inter Moengotapoe (Moengo)
- SV Leo Victor (Paramaribo)
- SV Notch (Moengo)
- SV Voorwaarts (Paramaribo)
- FC Inter Wanica (Saramacca)
- SV Broki (Paramaribo, Abrabroki)
- SV Transvaal (Paramaribo)
- Politie Voetbal Vrienden (Paramaribo)[5]
- SV Santos (Nieuw-Nickerie)
- SV Nationaal Leger (SNL, Militärverein)
- SCV Bintang Lahir (Commewijne)

Die Reihenfolge ist gleichzeitig die Abschlusstabelle der Saison 2022. Der Landes- und Vizemeister SV Robinhood und Inter Moengotapoe  sind damit auch für die kommende Karibik-Klubmeisterschaft qualifiziert.

## Eerste Divisie Vereine – Saison 2023
Die Saison 2023 um die surinamische Fußballmeisterschaft begann am Freitag, dem 13. Januar 2023 mit dem Spiel
des Landesmeister 2022, SV Robinhood gegen SV Voorwaarts. Neu in der Eerste Divisie sind die Mannschaften von SV Slee Juniors und der FC Flora. Die teilnehmenden vierzehn Vereine waren:
- SV Robinhood (Paramaribo)
- Inter Moengotapoe (Moengo)
- Politie Voetbal Vrienden (Paramaribo)
- SV Notch (Moengo)
- SV Leo Victor (Paramaribo)
- SV Transvaal (Paramaribo)
- SV Voorwaarts (Paramaribo)
- SV Broki (Paramaribo, Abrabroki)
- SV Nationaal Leger (SNL, Militärverein)
- FC Flora (Paramaribo)
- SV Slee Juniors (Paramaribo)
- FC Inter Wanica (Saramacca)
- SV Santos (Nieuw-Nickerie)
- SCV Bintang Lahir (Commewijne) (zog sich aus der Meisterschaft zurück, alle Ergebnisse wurden annulliert)

Die Saison 2023 endete am 30. Juli 2023 und die Reihenfolge ist gleichzeitig die Abschlusstabelle. Wie schon in der Saison 2022 fanden alle Spiele im Franklin-Essed-Stadion in Paramaribo statt. Der Landes- und Vizemeister SV Robinhood und Inter Moengotapoe sind damit auch für die kommende Karibik-Klubmeisterschaft qualifiziert.

## Landesmeister
| - 1924: Olympia - 1925: SV Transvaal - 1926: Ajax - 1927: Ajax - 1928: Ajax - 1929: Ajax - 1930: Excelsior/Blauw Wit - 1931: keine Meisterschaft - 1932: Cicerone - 1933: Cicerone - 1934: Cicerone - 1935: Cicerone - 1936: SV Voorwaarts - 1937: SV Transvaal - 1938: SV Transvaal - 1939: Arsenal - 1940: Arsenal - 1941: SV Voorwaarts - 1942 bis 1947 keine Meisterschaft - 1948: MVV (Militärverein) - 1949: MVV - 1950: SV Transvaal - 1951: SV Transvaal - 1952: SV Voorwaarts - 1953: SV Robinhood - 1954: SV Robinhood - 1955: SV Robinhood - 1956: SV Robinhood | - 1957: SV Voorwaarts - 1958: keine Meisterschaft - 1959: SV Robinhood - 1960: keine Meisterschaft - 1961: SV Leo Victor - 1962: SV Transvaal - 1963: SV Leo Victor - 1964: SV Robinhood - 1965: SV Transvaal - 1966: SV Transvaal - 1967: SV Transvaal - 1968: SV Transvaal - 1969: SV Transvaal - 1970: SV Transvaal - 1971: SV Robinhood - 1972: keine Meisterschaft - 1973: SV Transvaal - 1974: SV Transvaal - 1975: SV Robinhood - 1976: SV Robinhood - 1977: SV Voorwaarts - 1978: SV Leo Victor - 1979: SV Robinhood - 1980: SV Robinhood - 1981: SV Robinhood - 1982: SV Leo Victor - 1983: SV Robinhood - 1984: SV Robinhood | - 1985: SV Robinhood - 1986: SV Robinhood - 1987: SV Robinhood - 1988: SV Robinhood - 1989: SV Robinhood - 1990/91: SV Transvaal - 1991/92: SV Transvaal - 1992/93: SV Leo Victor - 1993/94: SV Robinhood - 1994/95: SV Robinhood - 1995/96: SV Transvaal - 1997: SV Transvaal - 1998/99: SNL (Militärverein) - 1999/00: SV Transvaal - 2000/01: keine Meisterschaft - 2001/02: SV Voorwaarts - 2002/03: FCS Nacional - 2003/04: Walking Boyz Company (WBC) - 2004/05: SV Robinhood - 2005/06: Walking Boyz Company - 2006/07: Inter Moengotapoe - 2007/08: Inter Moengotapoe - 2008/09: Walking Boyz Company - 2009/10: Inter Moengotapoe - 2010/11: Inter Moengotapoe - 2011/12: SV Robinhood - 2012/13: Inter Moengotapoe - 2013/14: Inter Moengotapoe | - 2014/15: Inter Moengotapoe - 2015/16: Inter Moengotapoe - 2016/17: Inter Moengotapoe - 2017/18: SV Robinhood - 2018/19: Inter Moengotapoe - 2019/20: abgebrochen - 2020/21: keine Meisterschaft - 2022: SV Robinhood - 2023: SV Robinhood - 2024: SV Robinhood |